# State-X
State-X was een Haags festival dat door het Haags Popcentrum georganiseerd werd en van 2001 tot en met 2003 drie edities beleefde in het Korzotheater. Samen met het door het Paard van Troje georganiseerde New Forms Festival, dat tussen 1999 en 2002 drie keer plaatsvond in Theater aan het Spui stond het festival aan de basis van het fusiefestival State-X New Forms.
State-X en New Forms hebben beide activiteiten ontplooid op het terrein van vernieuwende muziek en combinaties van diverse kunstuitingen. Geïnspireerd door het cultuurjaar Den Haag 2004 werd in dat jaar een eerste gezamenlijke editie van State X en New Forms georganiseerd. De programmering vond plaats in alle zalen van het Paard van Troje, de Nieuwe Kerk, de Vrije Academie en een aantal galeries in de stad. De samenwerking was ook inhoudelijk logisch vanwege het feit dat beide festivals veel raakvlakken hadden wat betreft doelstellingen en programmering.
Sinds 2005 vindt State-X New Forms jaarlijks in december plaats in en rondom het Paard van Troje in Den Haag.